# Droit pénal en Belgique
 (décembre 2019).

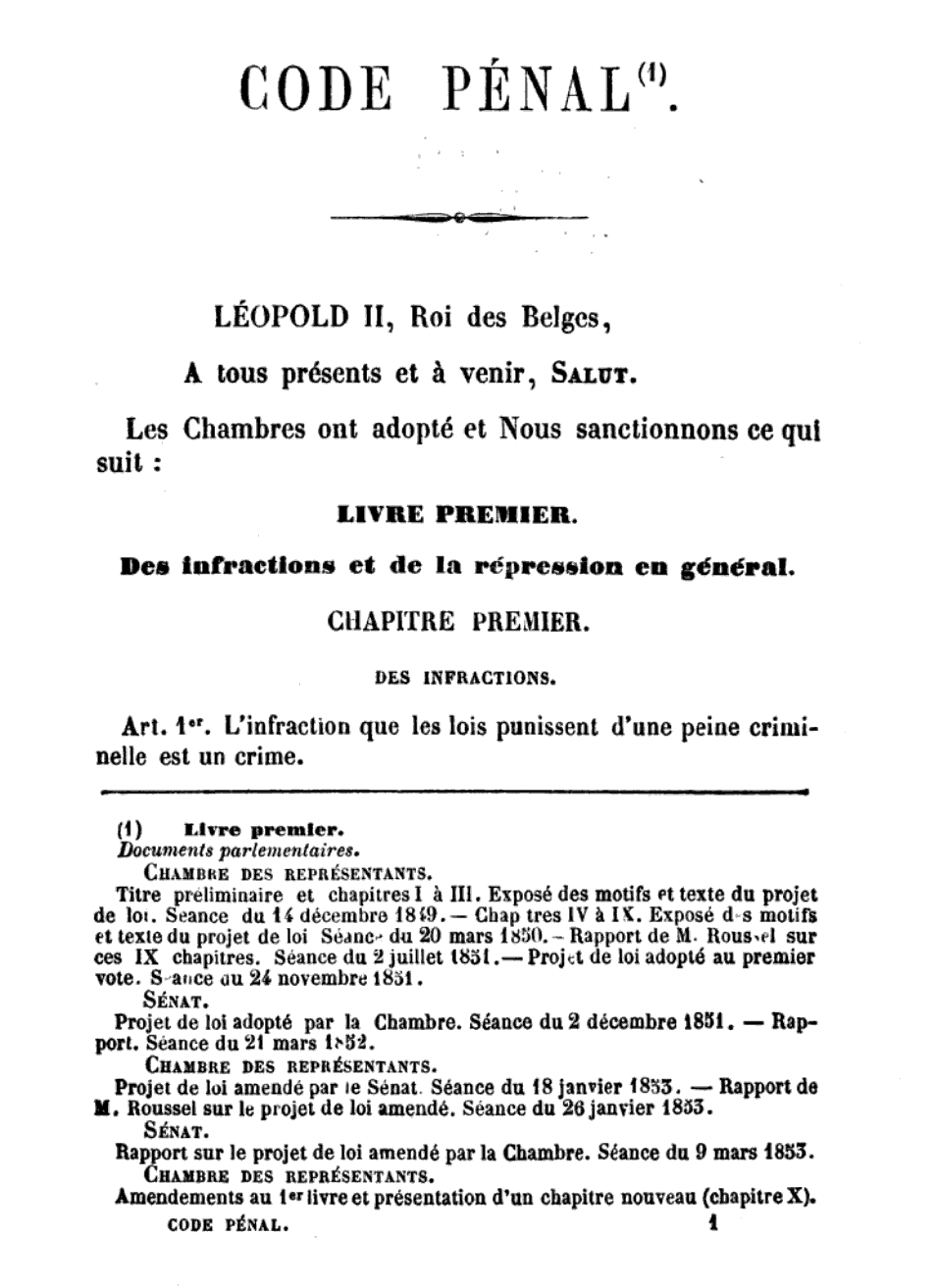
1er article du code pénal belge de 1867.

Le droit pénal belge est la branche du droit déterminant les actes socialement réprouvés, les peines qui y sont associées et les procédures applicables en cas de transgression. Les normes sociales évoluant au gré du temps, le droit pénal évolue généralement dans la même direction (mais avec un décalage temporel le plus souvent). Il est donc ponctuel dans la mesure où il est un inventaire des transgressions pénales à un moment précis et dans un lieu donné.

## Sources
Les deux sources principales du droit pénal sont :
- Le code pénal qui est un inventaire d'infractions. Pour chaque infraction, sont déterminés la peine applicable et l'élément moral requis (infraction volontaire ou non par exemple)
- Le code d'instruction criminelle qui détermine les procédures applicables en cas de transgression des lois pénales.

Il existe en outre une série de lois spéciales pouvant emporter des sanctions pénales, telle la loi sur les produits stupéfiants. Des textes relevant d'autres secteurs du droit peuvent également prévoir des sanctions pénales (le droit fiscal par exemple).

## Catégories d'infractions
Le droit pénal belge distingue trois catégories d'infractions selon le taux de la peine applicable.
Le type d'infraction détermine également la juridiction compétente pour en connaître.

### Contraventions
Est une contravention, toute infraction emportant une peine d'emprisonnement (de police) comprise entre 1 et 7 jours et/ou une peine d'amende de 1 à 25 euros (hors décimes additionnels).
C'est le tribunal de police qui est compétent pour connaitre de ce type d'infraction.

### Délits
Un délit emporte une peine d'emprisonnement (correctionnel) de 8 jours au moins et de 5 ans au plus et/ou une peine d'amende supérieure à 25 euros.
Les délits sont jugés par le tribunal correctionnel.

### Crimes
Les crimes emportent quant à eux des peines de réclusion ou de détention supérieures à 5 ans et une peine d'amende égale ou supérieure à 26 euros. À la suite de l'abolition de la peine de mort par la loi du 10 juillet 1996, la réclusion à perpétuité est la peine la plus importante qui peut être prononcée.
C'est la cour d'assises qui connait des crimes. Il convient toutefois de noter que la plupart des crimes sont correctionnalisés par les juridictions d'instruction et relèvent alors de la compétence du Tribunal correctionnel, lequel pourra dans ce cas prononcer une peine dépassant les 5 années prévues pour les délits.

### Tableau récapitulatif
|                    | Contravention      | Délit                  | Crime            |
| Emprisonnement     | de 1 à 7 jours     | de 8 jours à 5 ans     | plus de 5 ans    |
| Amende             | de 1 à 25 euros    | plus de 26 euros       | plus de 26 euros |
| Tribunal compétent | Tribunal de police | Tribunal correctionnel | Cour d'assises   |

## Éléments constitutifs de l'infraction

### Élément légal
Il n'y a pas de peine sans loi. Pour qu'une personne puisse être sanctionnée pénalement, il faut en effet qu'elle ait violé une loi qui emporte une sanction pénale. Dans le cas contraire, elle pourra cependant voir sa responsabilité civile engagée, c'est le cas par exemple du vol entre époux.
Cet élément différencie le droit pénal d'autres secteurs du droit où le juge se place uniquement en déterminateur du juste et de l'équitable et où il est contraint, in fine, de prendre position sur tout problème de droit qui lui est soumis relevant de sa compétence.

### Élément matériel
L'élément matériel est la concrétisation de l'infraction. Imaginer simplement commettre une infraction n'est pas suffisant, il faut que ce désir soit mis en pratique.
Le ou les élément(s) matériel(s) requis sont déterminés infraction par infraction. Le vol par exemple consiste à soustraire (frauduleusement) une chose appartenant à autrui ; si vous êtes vous même propriétaire de la chose ou que la chose est dépourvue de propriétaire, il ne peut y avoir de vol.
Cet élément matériel peut être une action mais également une omission ou abstention. Dans ce dernier cas, on parle d'omission coupable car la loi prévoit qu'une action doit être posée dans telle circonstance alors qu'elle ne l'a pas été. La non-assistance à personne en danger est ainsi un délit d'omission coupable ou abstention coupable.

## Peines

### Amende
Les peines d'amende sont perçues au profit de l'État. Dans certains cas, le juge peut assortir la peine d'amende qu'il prononce d'une peine d'emprisonnement subsidiaire de 6 mois maximum, laquelle sera exécutoire à défaut de paiement de l'amende.
Le code pénal prévoit également des amendes pour les personnes morales (entreprises, associations...) qui se rendraient coupables d'infractions. Celles-ci s'échelonnent entre 250 (1 250 euros) et 720 000 francs (3 600 000 euros).

### Interdictions et confiscation spéciale
Les interdictions sont des privations de droit. Il peut s'agir des droits civils et politiques du condamné, de remplir certaines fonctions (emplois publics par exemple), de porter des décorations, d'être juré ou expert etc.
La confiscation spéciale peut être prononcée à l'égard des choses constituant l'infraction ou celles ayant servi à commettre une infraction lorsque la propriété en appartient au condamné. Elle peut également s'appliquer aux choses qui ont été produites par l'infraction ou aux avantages patrimoniaux tirés directement de celle-ci. Ces confiscations sont particulièrement importantes en matière de crime organisé puisqu'elles permettent de saisir pratiquement tous les avoirs financiers et les biens des condamnés.

### Déclaration de culpabilité
Dans le cas d'une procédure particulièrement longue, une personne peut être déclarée coupable sans que sa peine atteigne la peine minimale prévue. Cette déclaration peut toutefois être accompagnée d'une restitution ou d'une confiscation spéciale. Cette déclaration est proche de la dispense de peine en droit français.

## Étapes de la procédure pénale

### Exécution des peines

#### Tribunal d'application des peines
Le  Tribunal d'application des peines

#### Autres instances
La grâce royale